# Diana Isabel Jaramillo Juárez
Diana Isabel Jaramillo Juárez es una editora, académica, gestora cultural y escritora mexicana, nacida el 14 de noviembre de 1979 en Morelia. Su obra literaria se centra principalmente en el análisis de la feminidad. 
Como gestora, destaca su posición como directora de la Biblioteca Palafoxiana, una de las instituciones culturales más emblemáticas de la ciudad de Puebla. 
Fue beneficiaria de la beca del Fondo Estatal para la Cultura y las Artes del Estado de Puebla (FOESCAP) en 2003, así como de la Beca Grijalbo de Edición.
En 2010 fue incluida en una antología de escritores y escritoras más representativos de Puebla, publicado por la Secretaría de Cultura de ese estado.
Actualmente se desempeña como profesora en la universidad Iberoamericana de Puebla.
Padres: Melquiades Jaramillo Monroy (1956) y Carolina Juarez Juarez (1954).
Hijos: Mateo Bonilla Jaramillo (2008) y Lucía Bonilla Jaramillo (2011)

## Estudios y trayectoria
Diana realizó estudios en psicología, y en teoría y crítica literaria latinoamericana en México, para posteriormente obtener el doctorado en Littératures d'expression espagnole, en Canadá, con la tesis titulada "Por una poética del intimismo en los prólogos de Octavio Paz a sus Obras completas"
En el ámbito de la creación, su formación incluye los talleres literarios de escritores como Guillermo Samperio, Alejandro Meneses, Jorge Volvi e Ignacio Padilla.
En el sector editorial, fue jefa de redacción de la revista Unidiversidad de la Benemérita Universidad Autónoma de Puebla y jefa de publicaciones de la UDLAP; durante su periodo en este última institución, editó el libro Della Biblioteca Franciscana, volumen que comprende una selección de las obras más valiosas con las que cuenta la Biblioteca Franciscana del Convento de San Gabriel Arcángel.
Fue parte del "Proyecto Biblioteca Palafoxiana del Tercer Milenio" cuyo objetivo fue el de acercar el conocimiento universal reunido en la Biblioteca Palafoxiana, recinto catalogado como Monumento Histórico de México; posteriormente fungió como catalogadora del fondo bibliográfico del citado recinto, y finalmente fue nombrada su directora a mediados de 2013.
A partir de 2015 funge como coordinadora de la licenciatura en Literatura y Filosofía de la Universidad Iberoamericana Puebla.

## Obra
Una de las temáticas presentes en su obra narrativa es el de la feminidad, no sólo expresada en o desde la figura de la mujer, sino también en o desde el hombre y la naturaleza. La correlación de la cotidianeidad con la ironía, el amor con el desamor, y de la soledad con el humor negro, son otros temas que aparecen en sus escritos.
En cuanto a su obra académica, uno de sus intereses es el vínculo del paratexto con la teoría de la autobiografía, como lo deja ver en su tesis doctoral. En dicha investigación, su estudio de los prólogos del Nobel de Literatura mexicano, Octavio Paz (1914-1998) a sus Obras completas (1991-1996), tuvo como misión probar que dichos textos contienen rasgos y reflexiones que coadyuvan a la reconstrucción del pensamiento del autor, el cual alude a un "repertorio de instrucciones de lectura" para influenciar la futura recepción de sus libros.

## Publicaciones
- De Juárez a nuestros días en el Instituto de Administración Pública, 17 de junio de 2019.
- De libros ingeniosos y un manuscrito de la biblioteca Palafoxiana: Concytep, 2018.
- “C’est pas grave”: Xavier Dolan: Unidiversidad, 2017.
- José Emilio Pacheco y la autobiografía nunca entregada: Unidiversidad, 2014.
- "Difusión de las Bellas Letras" en Mundo magnético de Atanasio Kicher: Université Laval, Universidad de Tufts, Concytep, 2014.
- Prólogo a Besos de sal, Amalia Bautista, Editorial Destrazas Ediciones.

## Premios y reconocimientos
Becaria del Fondo Estatal para la Cultura y las Artes en 2003, en la categoría jóvenes creadores, por la obra: Y si Leo no se uniera ido. 